# Amatola maritima
Amatola maritima is een hooiwagen uit de familie Triaenonychidae. De wetenschappelijke naam van Amatola maritima gaat terug op Lawrence.